# Белорусская медицинская академия последипломного образования
Государственное учреждение образования «Белорусская медицинская академия последипломного образования» (БелМАПО) — учебный, научный и клинический центр последипломного медицинского образования. Проводит повышение квалификации и переподготовку руководящих работников и специалистов-медиков.
Есть докторантура, аспирантура и клиническая ординатура.

## История
Является правопреемницей Белорусского государственного института усовершенствования врачей (БелГИУВ) — одного из советских институтов усовершенствования врачей, основанного в 1931 году при Минском медицинском институте.
В июне 2000 года статус Белорусского государственного института усовершенствования врачей был изменён путём преобразования в Белорусскую медицинскую академию последипломного образования.
ГУО «БелМАПО» с 01.10.2023 реорганизовано  в Институт повышения квалификации и переподготовки кадров здравоохранения учреждения образования «Белорусский государственный медицинский университет»

## Структура и состав
- Ректорат БелМАПО
- Совет БелМАПО
- Совет молодых учёных
- Учебно-методический отдел
- Учебно-организационный отдел
- Отдел научно-медицинской информации
- Отдел международных связей
- Центр информационных технологий
- Сектор по охране и управлению интеллектуальной собственностью
- Библиотека

Научно-педагогические кадры готовятся на базе Центральной научно-исследовательской лаборатории, где создан и аккредитован Центр коллективного пользования уникальным научным оборудованием.
При Академии открыт Профессорский лечебно-консультативный центр.

### Факультеты
- общественного здоровья и здравоохранения
- педиатрический
- терапевтический
- хирургический